# Triệu chứng cơ năng
Trong y học, một triệu chứng (từ Hy Lạp συμπίπτω, có nghĩa là "đáp ứng") hoặc một dấu chức năng là một biểu hiện lâm sàng của bệnh, đó là những cảm giác mà chỉ có bệnh nhân mới có thể cảm nhận được, như lo âu, đau vùng thắt lưng, mệt mỏi và chán ăn. Nói chung, đối với một căn bệnh nào đó thì có thể có nhiều triệu chứng, nhưng đôi khi không có một triệu chứng nào. Ngược lại, các triệu chứng tương tự nhau thường có thể do các bệnh khác nhau: do đó không thể kết luận rằng một triệu chứng (ví dụ, đau họng) là từ một bệnh cụ thể (ví dụ như cúm), ngộ nhận có thể dẫn đến sai lầm trong chẩn đoán bệnh nếu không xem xét các triệu chứng với nhau trong một bối cảnh lâm sàng cụ thể.

## Mô tả
Các triệu chứng biểu hiện trên lâm sàng bao gồm những cảm nhận chủ quan từ người bệnh mà làm họ than phiền như đau, ho, chóng mặt, buồn, nôn. Các triệu chứng này thường cảnh báo sớm cho một quá trình bệnh đang xảy ra hay tiến triển. Khi đó bệnh nhân cần nhờ đến sự tư vấn y tế từ các bác sĩ để tìm ra các dấu hiệu, tập hợp các triệu chứng, dấu hiệu này thành một hội chứng, nhằm đưa đến kết luận họ đang mắc bệnh gì bằng các chẩn đoán, sau đó họ sẽ được hướng dẫn về các phương pháp trị liệu thích hợp.